# Kukenan

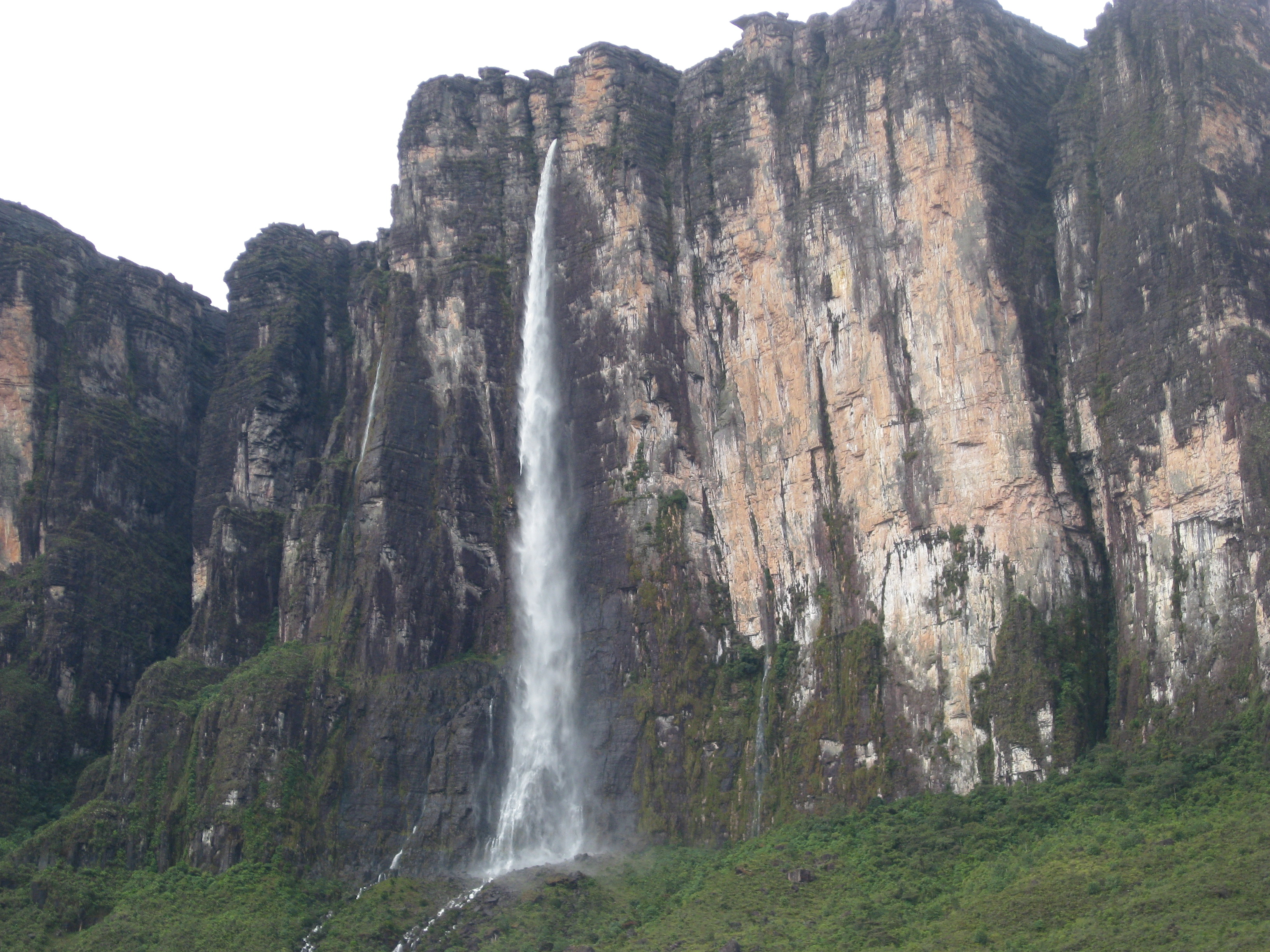
Kukenanský vodopád

Kukenan (nebo Kukenán-tepui v nářečí domorodců Matawi) je 2680 m vysoká stolová hora neboli tepui v Guyanské vysočině ve Venezuele, jihovýchodně od další stolové hory Roraima. Je součástí národního parku Canaima. Domorodí indiáni z kmene Pémonů odjakživa považují horu za posvátnou. Bojí se jí a mají před ní respekt. Výstup na její povrch je zakázán.
Na východní straně hory se nachází druhý nejvyšší vodopád Venezuely – Kukenanský vodopád s výškou 674 metrů. Nachází se zde i několik menších jeskyní, z nichž nejdelší je zatím Sima Kukenan Norte s délkou 650 metrů.